# Don Rogers
Donald Edward Rogers, plus connu sous le nom de Don Rogers (né le 25 octobre 1945 à Paulton dans le Bath and North East Somerset), est un joueur de football anglais qui évoluait au poste de milieu de terrain, avant de devenir ensuite entraîneur.

## Biographie

### Carrière de joueur
Avec les clubs de Crystal Palace et des Queens Park Rangers, il joue 44 matchs en première division anglaise, inscrivant 18 buts. Il marque 13 buts en première division lors de la saison 1972-1973, en inscrivant notamment trois doublés.

## Palmarès
| Swindon Town - Championnat d'Angleterre D3 : - Vice-champion : 1962-63 et 1968-69. - Meilleur buteur : 1967-68 (25 buts) et 1968-69 (22 buts). - Coupe de la Ligue anglaise (1) : - Vainqueur : 1968-69. |  | Queens Park Rangers - Championnat d'Angleterre : - Vice-champion : 1975-76. |